# Enrique Novi
Enrique Rabinovich Pollack, más conocido como Enrique Novi (Ciudad de México, 21 de abril de 1947), es un actor mexicano de destacada trayectoria en cine y televisión.

## Carrera
Hizo su debut en cine en la película Cristo 70 en 1970. Al año siguiente debutó en telenovelas con un pequeño papel en Mis tres amores. 
Sus primeras actuaciones las realizó en el género editorial  de las fotonovelas, medio ya casi extinto, en donde actuó al lado de Verónica Castro, Edith González, entre otras actrices. “Las Gemelas” de Lucy Phelps, es una de las fotonovelas más famosas de la historia en ese género.
Su primer protagónico lo consiguió en 1980 con la telenovela No temas al amor al lado de Daniela Romo. Después realizaría destacadas interpretaciones en telenovelas como Mi segunda madre y Madres egoístas. En 1996, Enrique se va a la entonces naciente TV Azteca, donde realiza telenovelas como Con toda el alma, La chacala y Súbete a mi moto. En 2007 dio un giro hacia la política, al postularse como consejero del IFE (Instituto Federal Electoral) pero no ganó.
En 2010 volvió a la actuación, participando en la serie de TV Azteca Drenaje profundo.

## Vida privada
Estuvo casado tres veces con mujeres judías. Su tercera esposa fue Adela Micha, durando sólo tres años de casados. También vivió una relación sentimental con la actriz Julieta Rosen.

## Filmografía

### Telenovelas
TV Azteca
- Súbete a mi moto (2002-2003) .... Federico Guerra
- Ellas, inocentes o culpables (2000) .... Damián
- Romántica obsesión (1999) .... Rogelio
- La chacala (1997-1998) .... Alfredo
- Tric-Trac (1997)
- Con toda el alma (1995-1996) .... Rafael

Televisa
- Valentina (1993-1994) .... Enrique
- Madres egoístas (1991) .... Pablo Ledesma
- Mi segunda madre (1989) .... Juan Antonio Méndez
- Juegos del destino (1981-1982) .... José Antonio
- No temas al amor (1980) .... Raúl
- Tania (1980) .... Yaqui
- Honrarás a los tuyos (1979)
- Mañana será otro día (1976-1977) .... Felipe
- Paloma (1975) .... Gabriel
- El juramento (1974)
- Los miserables (1973) .... Luis
- Mi primer amor (1973)
- La señora joven (1972-1973) .... Andrés Montiel
- Lucía Sombra (1971-1972) .... Román Calvert
- Mis tres amores (1971-1972) .... Lalo

### Películas
- The Burning Season (1994) .... Nilu Sergio
- License to Kill (1989) .... Rasmussen
- The Penitent (1988) .... José
- Green Ice (1981) .... Oficial naval
- Las mujeres de Jeremías (1981) .... Porfirio
- A rumor of war (1980) .... José Ramírez
- Puerto maldito (1979)
- A home of our own (1975) .... Julio (adulto)
- La montaña del diablo (1975) .... Román Castillo
- Bellas de noche (1975) .... Raúl (taxista)
- La lucha con la pantera (1974) .... Guillermo
- Los perros de Dios (1974) .... Alberto
- Novios y amantes (1973)
- El vals sin fin (1972)
- Trío y cuarteto (1972)
- Cristo 70 (1970) .... Chololo

### Series de TV
- Drenaje profundo (2010) .... Igor Álvarez
- Acapulco H.E.A.T. (1994) .... Dr. Javier Luna
- Lou Grant (1978) .... Flores
- The american girls (1978) .... Juan
- Hawaii Five-O (1978) .... Kimo Hameo
- The next step beyond (1978)

## Premios y nominaciones

### Premios TVyNovelas
| Categoría               | Telenovela       | Resultado |
| ----------------------- | ---------------- | --------- |
| Mejor actor protagónico | Mi segunda madre | Nominado  |